# Лівановка
Лівано́вка (каз. Ливанов) — село у складі Камистинського району Костанайської області Казахстану. Входить до складу Камистинського сільського округу.
Населення — 263 особи (2021; 529 у 2009, 1228 у 1999, 1587 у 1989).